# 클라우스 폰 슈타우펜베르크
클라우스 필리프 마리아 유스티니안 솅크 그라프 폰 슈타우펜베르크(Claus Philipp Maria Justinian Schenk Graf von Stauffenberg, 1907년 11월 15일 ~ 1944년 7월 21일)는 히틀러가 지배한 나치 독일의 대령이자, 북아프리카 전선의 육군참모와 베를린 육군본부에서 예비군 참모로 지냈다. 프로이센 귀족 출신으로 명예를 중시하는 군인이었다. 한때 그는 히틀러를 '독일민족을 구할 진정한 지도자'로 존경하기도 했지만 제2차 세계 대전이 발발하면서 폴란드 침공을 비롯한 러시아 전선, 유대인 학살 등 나치스 SS 친위대의 잔혹한 전쟁범죄를 목격하면서 충격을 받아 이때부터 '반나치주의'로 돌아섰다. 1943년 북아프리카 전선에서 크게 부상을 당해 왼쪽 눈과 오른손, 그리고 왼손 손가락 두 개를 잃었다. 그 후 본국으로 귀환하여 요양생활을 하다 베를린에서 국방군본부에 근무하여 예비군 참모로 지냈고, 루트비히 베크를 중심으로 비밀리에 결성한 반히틀러 조직에 가담했다. 1944년, 히틀러 암살을 계획하여 실행에 옮겨 나치 정부를 전복하려 했으나, 실패로 돌아가고 1944년 7월 21일 총살당하였다.

## 생애와 유년시절
슈타우펜베르크는 명문 프로이센 귀족 집안 출신으로 네 아들 중 셋째로 태어났다. 그의 형 베르톨트와 알렉산더는 쌍둥이 형제였고, 태어난 지 얼마 되지 않아 죽은 쌍둥이 남동생 콘라트가 있다. 그의 집안은 독일 남부지역에서 명망 있는 귀족 가문으로, 슈타우펜베르크의 증조부가 나폴레옹 전쟁의 영웅인 아우구스트 나이트하르트 폰 그나이제나우 장군이다. 어렸을 적 슈타우펜베르크는 독실한 가톨릭 신자로 교육 받았으며, 문학이나 미술등의 낭만적 분야에 타고나 문학을 인생의 진로로 생각하고 유명한 시인 '슈테판 게오르게'를 사사하고 시를 본격적으로 공부하기도 했다. 그러나, 1926년 가문 전통의 뜻에 따라 '밤베르크 제17기병 연대'에 군입대하여 사관후보생이 되었다. 그는 거기서 메르츠 폰 크비른하임(Mertz von Quirnheim)을 만나게 되어 교우를 쌓는데, 그는 뒷날 1944년 히틀러 암살미수 사건 때 그와 운명을 같이 했다.

## 전쟁 이전

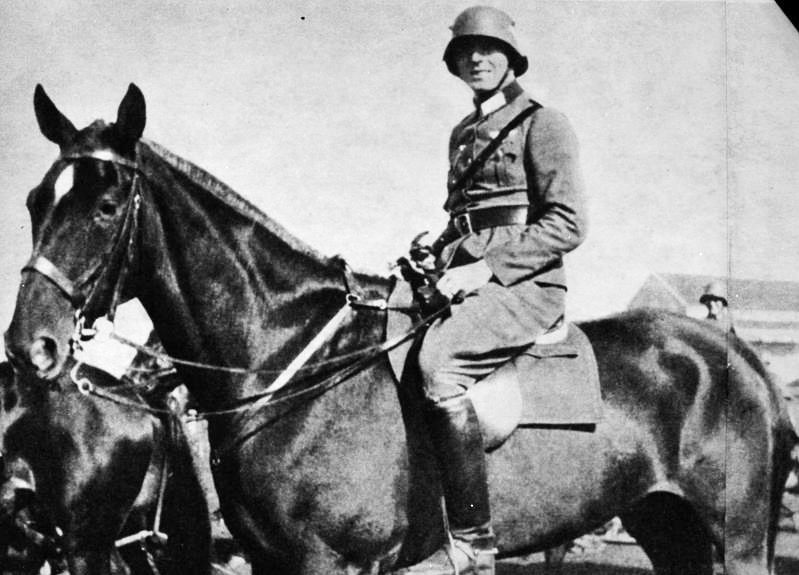
제17 기병연대에 있던 시절 때.

1930년, 그는 사관학교 수석으로 졸업하고 소위로 임관하였다. 동료들이나 교관으로부터 유능하다는 평가를 받았고, 주변 사람들을 이끄는 리더십이 있다는 호평을 받았다.
소위로 임관하던 해, 바이에른 지역의 귀족가문인 '니나 폰 레르헨펠트'와 약혼하고, 1933년에 결혼하였다.
1933년 나치스 정권이 들어서면서, 슈타우펜베르크는 나치스의 국가주의적 양상에 관심을 보였는데 이는 제1차 세계대전 때 패전국이었던 독일을 다시 일으켜 세우기 위해 군비확장 등의 정책을 취한 나치스 정권에 대한 기대와 독일군 장교들의 전반적 정서를 반영한 성향이 나타난 것이다.
그는 한때 히틀러를 '독일민족을 구할 진정한 지도자'로 존경하면서 나치스에 관심을 보였던 적이 있었다. 하지만, 이내 곧 히틀러와 나치당이 정권을 잡은 1933년, 나치스 정권은 가톨릭을 부정하였고 인종주의를 내세운 데다 히틀러의 나치스 정당이 극단적인 일당 독재로 흘러가면서 그는 종교적 도덕성과 정의감에 맞부딪치면서 갈등하게 된다. 이때부터 그는 나치스 정당의 이념적 모순점을 발견하기 시작하였다.
1936년, 그는 엘리트 장교들이 들어가는 베를린의 육군대학에 입학하여 1938년에 수석으로 졸업하고 대위로 진급, 육군 참모본부에 보직을 받았다.
한편 히틀러가 권력의 정상에서 광적인 호전성을 드러낼 무렵부터 군부내에서는 '반나치주의' 세력이 결집하였고, 히틀러 제거를 목표로 하는 움직임이 서서히 움트기 시작하였다. 그 첫 계획의 첫모임 주동세력은 독일군 육군 참모총장을 지냈던 루트비히 베크 상급대장과 독일군 서부군 사령관 에르빈 폰 비츨레벤 원수 등이었다. 민간인으로서 정치인 출신인 크라이자우어 크라이스 등이 가담했다. 그러나, 그 당시 히틀러는 국민들로부터 높은 지지를 받았으므로 이들 독일 핵심 군부의 미온적인 태도로 대화 수준에서 끝나고 수면 아래로 가라앉았다. 히틀러 암살계획의 첫 시도는 1941년도에 싹을 틔웠다.
한편, 슈타우펜베르크는 1938년~1939년사이에 정신적으로 변화를 일으켰는데, 외부적으로는 주변국을 침략하고 내부적으로는 유태인들을 탄압하는 히틀러와 나치스에 대해 점점 반감을 가지게 되었다. 깊은 가톨릭 종교적 신앙 때문에, 그는 인명을 아무렇지 않게 생각하고, '극단적 인종주의'를 내세우면서 유태인, 집시, 그리고 점령국 국민들까지도 아무렇게나 학살하는 나치스와 히틀러를 결코 좋게 볼 수가 없었다.그는 유태인 학살이 극에 달해 갈 무렵에 내부의 반감을 히틀러 암살과 나치스 정당 타도로 방향을 돌리기로 마음먹게 되었다.

## 제2차 세계 대전

### 1939년 ~ 1942년
1939년 9월 1일 제2차 세계 대전이 발발하였는데, 그 무렵 슈타우펜베르크는 나치스와 히틀러에 대한 반감을 접고서 6사단 참모장교로 1939년 폴란드 전선과 1940년 서부전선에서 전개한 주요 작전마다 발군의 능력을 발휘하여 군인으로서의 최선을 다했다.
1940년 5월 31일, 서부전선에서 프랑스가 무너지면서 독일이 승리하였고, 그는 전선에서 활약한 공로로 1급 철십자 훈장을 수여받은 후 육군 최고 수뇌부로 전직하였다.
1941년 독소전쟁이 발발하자, 그는 병참장교로 임명되었는데 러시아전선에서 나치 무장친위대의 만행을 지켜보면서 충격을 받았다고 한다.
한편, 1941년 독소전쟁이 발발하면서 수면 아래로 가라앉았던 '히틀러 암살 계획'이 러시아 전선에서 젊은 장교들을 중심으로 또다시 싹트기 시작했다. 주모자는 오스터(Oster) 중령과 바르바로사 작전 사령관 페도르 폰 보크의 참모인 '트레슈코프' 소장이었다.
트레슈코프 소장은 '히틀러 암살 계획'에 참여하면서 아주 적극적인 자세를 보였다. 그는 히틀러 제거를 위한 비밀 조직을 발빠르게 만들어갔다. 다음 해인 1942년에 그의 '히틀러 암살 계획'조직이 완성되었다. 그들이 포섭한 사람들 중에는 베를린 주둔부대 사령관 올브리히트 장군이 있었다. 올브리히트의 포섭은 매우 중요했는데, 바로 그가 베를린 주둔 예비군 사령관이었기 때문이다. 만약 히틀러를 암살하는데 성공했을 시, 계획하고 있던 쿠데타를 위해서는 그의 부대 역할이 절실하였기 때문이었다.
그는 포섭 공작의 일환으로 나치스와 히틀러에게 불만이 많았던 슈타우펜베르크 소령을 포섭했다.
그들은 자주 만나며 '히틀러의 유태인 학살', '장애인 말살 및 학살', '점령지에서의 주민 노예화 정책' 등 나치스의 비인도주의적 행위에 대해서 불만을 털어놓으며 교감을 쌓아 갔다.
트레슈코프는 여러가지로 그의 사람됨을 알아보았고, 히틀러를 제거하려는 조직이 있음을 슈타우펜베르크에게 알려주고 동참할 것을 권유하였다. 슈타우펜베르크는 물론 이에 동의하였다.
1942년 무렵에 나치스가 날이 갈수록 점점 걷잡을 수 없이 광포해지고 만행의 정도가 극에 달해 가고, 히틀러가 직접 동부전선 총사령관으로 지휘했는데, 슈타우펜베르크는 히틀러의 군사적 지휘의 무능함에 크게 실망하였다. 그때부터 슈타우펜베르크의 히틀러에 대한 반감이 극에 달하였다. 그는 히틀러의 제거만이 독일민족을 구할 수 있다고 믿었다.
그는 이 기간에 육군 총사령부의 관리 부서로 발령받아 근무하고 있었는데, 그는 히틀러가 내린 학살명령에 반대했었다. 슈타우펜베르크는 관리 부서의 지휘를 받는 소련 점령지 정책을 완화하려 애썼다.
그러던 중 1942년 11월, 미국, 영국 연합군이 북아프리카 비시프랑스령인 알제리 카사블랑카 지역에 상륙작전 (횃불작전)을 감행하고, 이집트 지역 엘 알라마인 전투에서 승리한 영국군이 반격하여 독일 아프리카 군단-이탈리아 추축군은 패퇴하였다. 이 무렵 슈타우펜베르크는 중령으로 진급하고 북아프리카의 튀니지지역으로 가서 에르빈 롬멜의 아프리카 군단 소속 제10 기갑사단의 작전장교로 부임하였다.

### 1943년~1944년
1943년 슈타우펜베르크는 중령으로 진급했으며, 북아프리카로 건너가 제 10 기갑사단의 참모장을 맡게 되었다. 북아프리카 전선에서 슈타우펜베르크는 작전 지역을 시찰하던 중, 1943년 4월 7일에 영국 전투기의 습격을 받아 중상을 입는다. 그는 독일 본토로 이송되어 뮌헨의 병원에서 치료를 받으며 석달동안 입원하였다. 여기서 그는 왼쪽 눈과 왼쪽 손, 오른쪽 손가락 두 개를 잃게 된다. 뮌헨 병원에서 재활치료를 받는 동안, 그는 생각만 하고 있었던 히틀러 암살계획에 가담하여 자신의 손으로 히틀러를 해치우기로 결심하게 된다. 히틀러 제거 계획은 이미 재활 치료를 거의 마친 이후 독일 육군 본부에 보직을 받고 루트비히 베크를 중심으로 한 22명의 가담자들을 만나고 난 뒤부터였다.
1943년 7월 1일 슈타우펜베르크는 대령으로 진급하면서 독일 베를린 국방군 본부의 예비군 참모장으로 임명되었다.
올브리히트장군의 군사령관 후임인 프리드리히 프롬을 상관으로 만나게 되는데, 프롬도 이미 히틀러 제거 음모에 묵시적으로 가담했었다. 즉, 프롬은 '반나치세력'에 대해 모든 것을 알고 있으면서도 모르는체 하면서 슈타우펜베르크의 거사에 협조했다.
1944년 6월 6일, 미국, 영국, 캐나다 연합군이 프랑스 노르망디에 상륙작전을 감행했다. 이때 슈타우펜베르크도 다른 고위 장교들과 마찬가지로 전쟁이 패배로 돌아갈 것을 확신했다. 그는 즉각 휴전하는 것만이 인명의 불필요한 희생을 막고 독일과 독일 국민, 그리고 유럽 대다수 국가들의 피해를 최소화하며 자신의 조국을 구하는 길이라고 확신했다. 1943년 말에 슈타우펜베르크는 독일의 즉각 휴전 조건으로서 연합국이 납득할 만하다고 생각하는 것들을 요구서로 적어 보냈다. 요구서에는 독일 국경을 폴란드의 비엘코폴스카와 포즈나뉴가 포함되는 1914년 국경으로 인정해 줄 것을 비롯해, 오스트리아와 주데텐란트 지방을 독일 영토로 유지하며, 알자스-로렌 지방에는 자치권을 부여하고, 남쪽으로는 현 전시 국경에서 확장해 티롤, 볼자노, 메라노 등까지 병합하는 것 등이 포함되어 있었다. 비영토 관련 요구는 연합군의 독일 점령을 일절 불허할 것과, 전범 인계를 거부한 것 등이 있었다. 전범 인계 거부는 자국 범죄자는 그 나라가 심판할 권리가 있다는 이유에서였다. 이 요구 사항들은 서방 연합국에만 국한된 것일 뿐 동부전선(러시아 전선)에는 해당되지 않는 것이었다. 그는 '독일은 서쪽, 북쪽, 남쪽 지역에서만 물러나고, 동쪽 점령지에 대해서는 군사적 점령 상태를 유지할 권리'를 요구했다. 하지만 노르망디에 연합군이 상륙한 뒤, 루트비히 베크를 주축으로 한 '반나치세력'들과 슈타우펜베르크는 이러한 위기에 서방연합군과의 휴전 협상 시도가 명목적이었을 뿐임을 깨달았다. 독일의 무조건 항복만이 전쟁에 종지부를 찍을 수 있었다.

## 히틀러 암살 미수 사건

### 발키리 작전
발키리 작전의 본래 목적은 연합군의 폭격이나 기타 전쟁의 예기치 못한 일로 혼란스러운 상황이 발생했을 시 질서를 유지하고자 각지역 국방군 본부에 있는 예비군을 출동시켜 사태를 수습하는 것으로, 일종의 계엄령같은 작전계획이었다.
베를린 주둔 예비군의 기능 중 한 가지인 '발키리 작전' 전개 권한은 '반나치세력'의 쿠데타 개시에 있어 좋은 수단이 되었다. 이러한 작전계획안에 아돌프 히틀러는 '발키리 작전'안을 승인했다. 이 작전안은 '반나치주의자'세력들이 '히틀러 사후 정계에서 히틀러와 그의 일당 잔재들을 쓸어버리는 것'으로 비밀리에 수정해서 바꾸었다. '반나치세력'의 구체적인 계획안은 히틀러의 암살 후에 '발키리 작전'을 발동하여 쿠데타를 일으켜서 게슈타포와 나치스 SS를 무력화하고, 전군을 장악 한 뒤에 군정을 실시하고 서방 연합국에 일방적인 휴전을 선언하는 것이었다.

### 히틀러 암살계획 실행과 실패

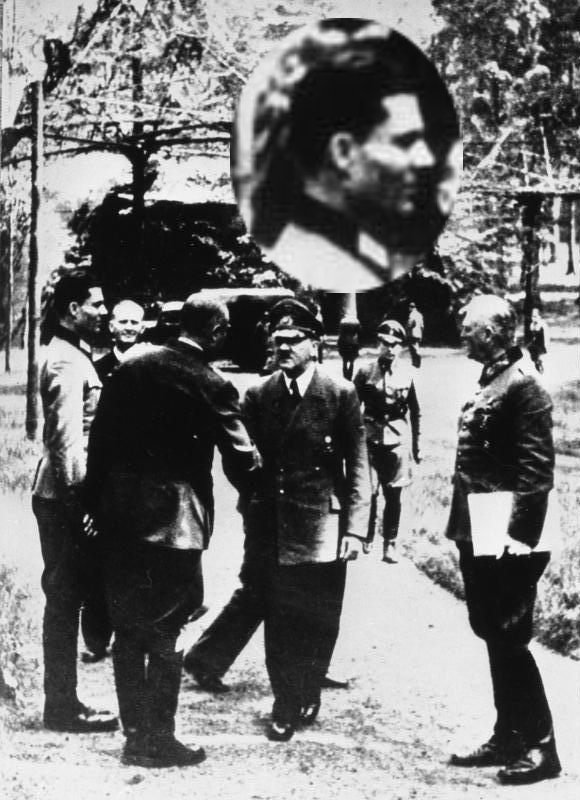
1944년 7월 15일, 볼프샨체에서 아돌프 히틀러와 빌헬름 카이텔과 함께 있는 슈타우펜베르크 대령

'반나치 세력'은 히틀러의 암살과 함께 '발키리 작전'계획을 발동하여 예비군 군대를 동원할 예정이었다.
슈타우펜베르크가 있는 육군 본부 예비군 참모직은 히틀러에게 직접 브리핑을 할 수 있어 암살 결행을 할 수 있는 절호의 보직이었다. 그는 불구가 된 장애인으로 신체 수색을 받지 않고도 히틀러에게 접근 할 수가 있었다. 거기에 종전에 있었던 여러번의 히틀러 암살 시도가 실패했던 점 때문에 슈타우펜베르크는 이번에 틀림없이 직접 히틀러를 처치하기로 마음을 먹어 실행에 옮기기로 한다.
동프로이센 지역의 라슈텐부르크(오늘날 폴란드 지역)에 위치한 '볼프샨체(독일어: Wolfschanze, 늑대소굴)'라 불리는 지하벙커의 최고 지휘소에서 열리던 전시 최고회의에 참석하는 기회를 얻은 슈타우펜베르크는 서류 가방으로 위장한 시한 폭탄을 사용하여 히틀러를 암살하기로 하였다.
히틀러는 전시중 내내 주로 '볼프샨체'에 있으면서 수도인 베를린에서는 모습을 잘 드러내지 않았다. 그렇기에 그를 처단할 수 있는 곳은 '볼프샨체'였던 것이다. 그는 7월 11일과 7월 15일 암살 계획을 실행하려 했으나 여의치 않아 거사 실행을 연기했다. 히틀러 암살 실행은 7월 20일에 감행되었다. 그는 볼프샨체로 가서 히틀러를 암살하고 바로 베를린으로 돌아와서 예비군을 동원하여 나치스 정권을 타도하는 군사 쿠데타를 일으키기로 하였다.

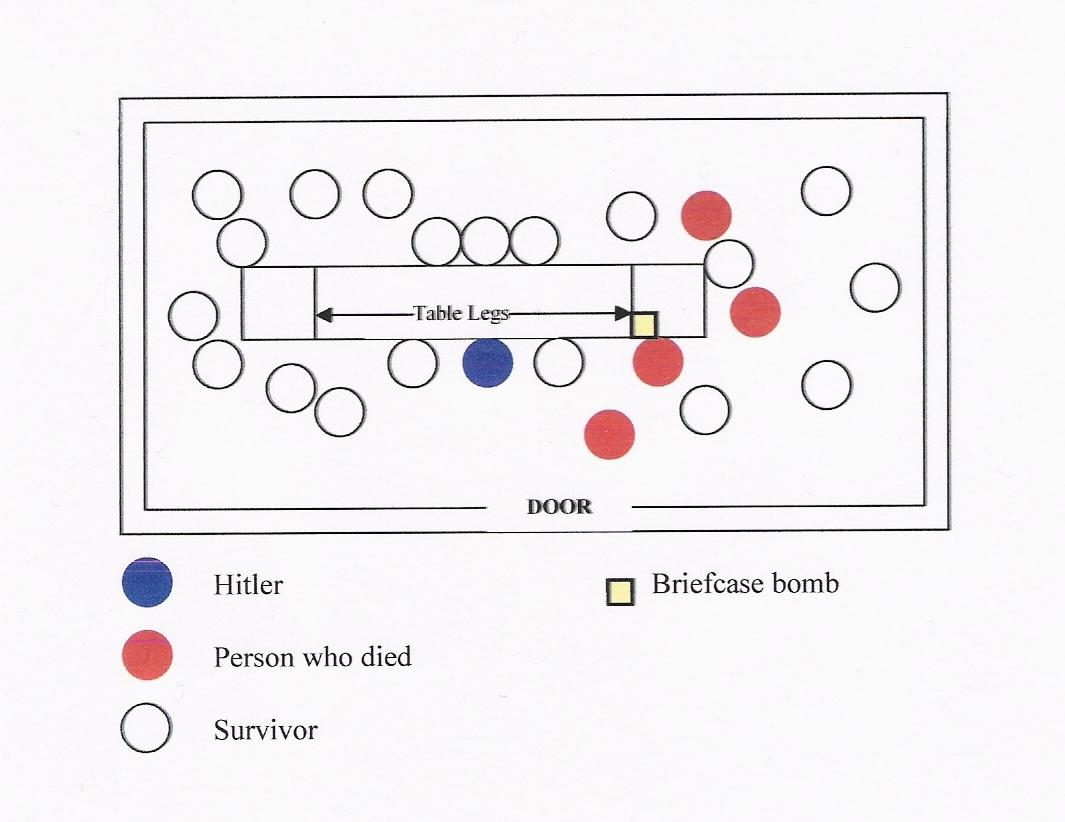
회의실 당시 상황

그 날 그는 계획대로 볼프샨체에서 열린 회의에 참석해서 시간을 보낸 뒤 가지고 간 서류 가방 위장 시한폭탄(정확히 말하면 플라스틱 폭탄이다)을 작동시키고 회의실에서 빠져 나왔다. 그리리고 안전한 거리에서 상황을 지켜보았다.
폭탄은 정확히 12시 40분경에 회의실에서 폭발하였다. 그러나 슈타우펜베르크가 회의실 책상 아래 놓아둔 가방을 거추장스럽게 생각한 히틀러의 전속부관 '하인츠 브란트' 육군대령이 그 가방을 발로 더 옆으로 밀어 놓아버려 폭탄이 두꺼운 목제 테이블 다리 뒤에서 터졌다. 정확한 현장을 목격하지 못한 슈타우펜베르크는 그 사실을 몰랐고, 폭발을 보고 히틀러가 죽었을 것이라고 판단했다.
그 굵은 테이블 다리는 몇 미터 앞에 있는 히틀러를 보호해주었고, 히틀러는 고막이 터지고 좌반신에 화상을 입었으나 생명에는 지장이 없었다.
회의실이 대파되었고, 한 명의 속기사를 포함하여 4명이 죽고 7명이 중경상을 입었다.
한편, 슈타우펜베르크는 들것에 히틀러의 외투로 덮인 사람이 운반되어 나오는 것을 보면서 그는 '히틀러가 죽었다'고 확신하고 그의 부관과 함께 즉시 비행장으로 달려가서 Heinkel He 111(하인켈 He 111 폭격기)를 타고 수도 베를린으로 돌아왔다.
그가 오후 4시 30분에 베를린으로 도착해서 본부로 달려가 보니 쿠데타 거사는커녕 발키리 계획도 전혀 발동되지 않았다. 이미 폭발 결과에 대한 정보가 일부 흘러 들어가서 히틀러의 죽음에 대한 불확실성으로 여러 '반나치세력' 가담자들이 불안해하여 작전이 실행되지 않은 것이다.
슈타우펜베르크와 그의 동료들이 혼란을 극복하고 '발키리 작전'을 발령해서 상황을 수습하였으나 때는 이미 늦어버렸다. '반나치세력'은 예비군 사령관이던 프리드리히 프롬을 회유하지만, 프롬은 기회주의자였다. '반나치세력'은 프롬을 가두고 군령을 위조해 예비군으로 베를린을 장악하였다.
'히틀러가 죽지 않았다'는 소식이 이미 '반나치세력' 주모자들 사이에 떠돌아서 쿠데타에 가담하지 않거나 배신을 할 준비를 하며 서로 눈치를 보고 있었다.
또한 이미 '히틀러가 죽지 않았다'는 뉴스가 라디오를 통해 전 독일에 퍼진 상태였기 때문에 슈타우펜베르크 대령과 루트비히 베크 상급대장, 비츨레벤 원수, 올브리히트 소장 등 몇몇의 가담자들은 겨우 몇 시간 동안 수도 베를린을 통제했을 뿐이다.
밤 9시경에 쿠데타는 이미 실패했다는 것이 확실해졌다. 트레슈코프 소장을 비롯한 몇 명의 동조자들은 이때부터 자살로 끝을 맺었다.
두 시간 뒤 11시에 슈타우펜베르크는 히틀러가 살아 있다는 사실을 알고 마음을 바꾸어 그를 체포하러온 오토 에른스트 레머 소령의 예비군 부대로부터 도주를 시도하다 오른쪽 팔을 맞아 총상을 입고 체포되었다.

## 처형과 죽음

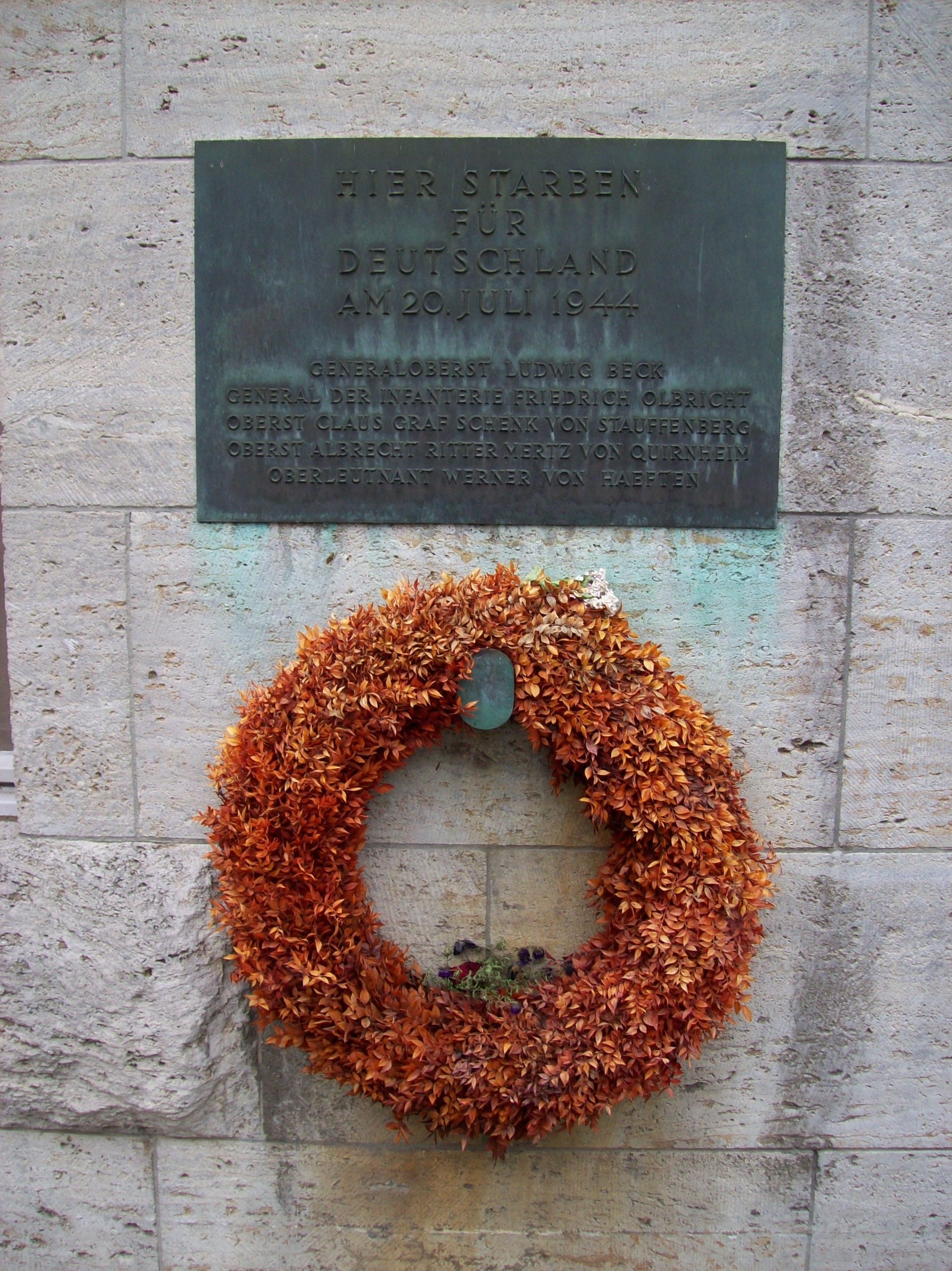
추모비

이어서 '반나치세력'에 묵시적으로 동조하였던 프리드리히 프롬은 다시 예비군을 장악하였고, 프롬은 슈타우펜베르크를 비롯한 '반나치세력' 가담자들을 체포한 후 바로 사형선고를 내려 즉결처분한다. 프롬은 훗날 자신에게 추궁이 올까 두려워 '반나치세력'을 배신하고 즉결처분을 내렸는데, 이는 뒷날 1945년 3월에 들통이 나 프롬 역시 3월 15일 총살을 당하게 된다.
자정이 넘은 1944년 7월 21일 오전 12시 30분에 슈타우펜베르크는 즉결처분을 언도받고, 다른 세 명의 주모자와 함께 총살형에 처해졌다.
자동차의 헤드라이트로 조명한 가운데 집행된 총살 현장에서 그는 마지막으로 이렇게 외쳤다.
| “ | 위대한 독일이여 영원하라! (Es lebe unser heiliges Deutschland!) | ” |

형 집행 후에 슈타우펜베르크는 그 자리에서 급히 매장되었지만, 나치스 SS 무장친위대는 그의 시체를 다시 발굴해서 화장해 버렸다. 그 매장 자리에는 오늘날 기념비만 남아있을 뿐이다.

## 사후
히틀러 암살미수 사건 이후 독일 군부내에 대숙청이 있게 되었다. 무려 7000여 명이 체포되어 이중 4980명이 처형되었다. 그중에 처형대신에 자살을 권유받고 음독했던 에르빈 롬멜, 히틀러에게 보내는 편지를 남기고 베를린으로 소환되던 도중 음독한 귄터 폰 클루게 육군 원수도 포함되어 있다.
제2차 세계대전이 끝난 후, 슈타우펜베르크는 '반나치운동'의 대표적 인물로서 독일 국민들로의 존경을 받게 되었다. 슈타우펜베르크를 비롯하여 암살계획에 참여한 주요 인사들의 기념비가 베를린 국방성 자리에 세워졌고, 예비군 사령부가 있던 거리는 '슈타우펜베르크 거리'로 개명되었다. 또한 '반나치세력'들이 처형당한 곳인 베를린에 있는 전 국방부 예비군 사령부는 '독일저항 추모관'이 되어 그들을 추모하고 기리고 있다.
최근에는 슈타우펜베르크를 소재로 영화나 다큐멘터리 등이 제작되어 많은 관심을 받았다. 2008년에는 톰 크루즈가 슈타우펜베르크 역할을 맡은 영화 발키리가 개봉하였다.

## 가족

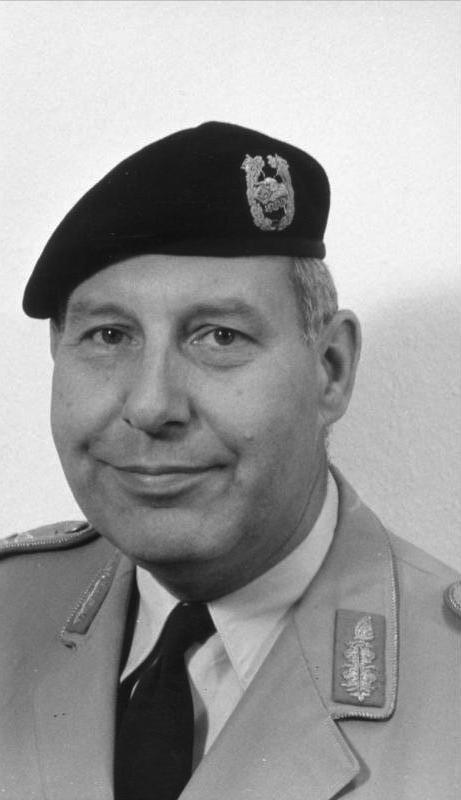
슈타우펜베르크의 장남 베르톨트

슈타우펜베르크는 1933년 소위로 임관하던 해에 바이에른 지역 귀족가문의 딸인 니나 폰 레르헨펠트와 약혼을 하여 그해에 결혼하였고, 5명의 자녀를 두었다. 부인 니나와 그의 자식들은 1944년 히틀러 암살미수 사건 이후에 온전치 못했다. 당시 막내딸을 임신했던 니나는 그의 어머니와 함께 게슈타포 요원들에 의해 집단 수용소로 끌려가게 되어 그곳에서 온갖 고생을 겪으면서 딸을 낳고 길렀다.
그의 자녀들은 공립 고아원으로 보내져 강제로 슈타우펜베르크라는 이름을 빼앗기고, 마이스터라는 이름이 대신 주어졌다.
이렇게 헤어진 가족들은 제2차 세계대전 종전 후에 모두 생존하여 기적적으로 다시 만날 수 있게 되었다. 슈타우펜베르크의 장남 베르톨트는 나중에 서독군이 새로 창설되었을 때 바로 임관하여 38년간 복무하고 육군 소장으로 전역했다. 삼남 프란츠루트비히는 변호사 출신으로 유럽연합 (EU) 의회의 의원으로 재직하였다.
부인 니나는 2006년 92세의 나이로 별세했다.

## 같이 보기
- 작전명 발키리
- 히틀러 암살미수 사건
- 아돌프 히틀러
- 루트비히 베크
- 볼프스샨체
- 롤란트 프라이슬러